# نظرية مؤامرة الماركسية الثقافية
الماركسية الثقافية هي نظرية مؤامرة يمينية متطرفة معادية للسامية تدعي أن الماركسية الغربية هي أساس الجهود الأكاديمية والفكرية المستمرة لتخريب الثقافة الغربية. يدعي المؤيدون لها أن نخبة من المنظرين الماركسيين ومدرسة فرانكفورت تخرب المجتمع الغربي بحرب ثقافية تقوض القيم المسيحية للتقليدية، وتعزز القيم الليبرالية الثقافية لثقافة الستينيات المضادة، والتعددية الثقافية، والسياسة التقدمية، والصوابية السياسية، وقدمت خطأً على أنها سياسات  هوية أسستها النظرية النقدية.
نشأت النظرية في الولايات المتحدة خلال تسعينيات القرن العشرين، ودخلت الاتجاه السائد نحو عام 2010 ورُوج لها عالميًا. في الوقت الحاضر، يُروج لنظرية المؤامرة في حرب الثقافة الماركسية من قبل السياسيين اليمينيين، والزعماء الدينيين الأصوليين، والمعلقين السياسيين في وسائل الإعلام المطبوعة والتلفزيونية السائدة، والإرهابيين المتعصبين للبيض. خلص التحليل العلمي لنظرية المؤامرة إلى أنه ليس لها أساس في الواقع ولا تستند إلى أي اتجاه فكري فعلي.

## جوانب نظرية المؤامرة

### التشاؤم الحضاري
في مقال بعنوان «العصر المظلم الجديد: مدرسة فرانكفورت و(الصوابية السياسية)» (1992)، يفسر مايكل مينينشينو نظرية مؤامرة الماركسية الثقافية نيابة عن معهد شيلر، وهي منظمة سياسية تتبع لحركة لاروش. قال مينيشينو إن «المثقفين اليهود» في مدرسة فرانكفورت روجوا للفن الحديث من أجل جعل التشاؤم الحضاري روح ثقافة الستينيات المضادة التي استندت إلى ثقافة فاندرفوغل المضادة، وهي حركة الشباب الألمانية الليبرالية الثقافية التي ينتمي إليها مجتمع مونت فيريتا السويسري، والتي كانت سلف الثقافة الغربية المضادة في ستينيات القرن العشرين. أشار المؤرخ مارتن جاي إلى أن كتاب دانيل إستولين يستشهد بمقال مينيشينو باعتباره مصدر إلهام سياسي لمؤسسة التجمع الحر للبحوث والتعليم.
يجادل الأستاذ ماثيو فيلدمان في الفاشية والثقافة (2003) بأن أصل مصطلح الماركسية الثقافية مشتق من المصطلح المعادي للسامية Kulturbolschewismus (البلشفية الثقافية)، والذي ادعى به النازيون أن التأثير الثقافي اليهودي تسبب بانحطاط اجتماعي ألماني في ظل النظام الليبرالي لجمهورية فايمار (1918-1933) وكان سبب التدهور الاجتماعي في الغرب. يشير ماكسيم دافوار إلى نقطة مماثلة في «حرب الميم الكبرى: اليمين البديل وأعداؤه المتعددون» (2020).
في مقال بعنوان «الماركسية الثقافية والكاتدرائية: منظوران لليمين البديل حول النظرية النقدية» (2019)، يشير الأكاديمي أندرو وودز إلى أن مثل هذه المقارنات هي الطريقة الأكثر شيوعًا لتحليل الآثار المعادية للسامية لنظرية المؤامرة، لكنه يرى القضية كتكرار حديث للبلشفية الثقافية، قائلًا إن معادتها للسامية هي «أمريكية بعمق».:47 ووفقًا للفيلسوف سلافوي جيجك، فإن مصطلح الماركسية الثقافية «يلعب نفس الدور الهيكلي الذي لعبته (المؤامرة اليهودية) في معاداة السامية: إنها تعرض (أو بالأحرى، تنقل) التضاد الجوهري في حياتنا الاجتماعية والاقتصادية إلى سبب خارجي: ما يستنكره اليمين البديل المحافظ باعتباره التفكك الأخلاقي لحياتنا (النسوية، الهجمات على النظام الأبوي، الصوابية السياسية، وما إلى ذلك) يجب أن يكون له سبب خارجي –لأنه لا يمكن، بالنسبة لهم، أن ينبثق من التناقضات والتوترات في مجتمعاتنا».

### الأهداف المزعومة
في مقال بصحيفة ذا واندرر الكاثوليكية بعنوان «مدرسة فرانكفورت: مؤامرة للفساد» (ديسمبر 2008)، قال تيموثي ماثيوز إن مدرسة فرانكفورت كانت «من عمل الشيطان» وأدرجت أهدافها الإحدى عشر المزعومة في الحرب الثقافية:
1. إحداث جرائم عنصرية.
2. التغيير المستمر لخلق الارتباك.
3. تعليم الجنس والشذوذ الجنسي للأطفال.
4. تقويض سلطة المدارس والمعلمين.
5. هجرة ضخمة لتدمير الهوية.
6. الترويج للإفراط في الشرب.
7. إفراغ الكنائس.
8. نظام قانوني غير موثوق به متحيز ضد ضحايا الجريمة.
9. الاعتماد على الدولة أو على فوائد الدولة.
10. السيطرة على وسائل الإعلام وتسطيحها.
11. تشجيع تفكك الأسرة.

على الرغم من عدم وجود رابط بين القائمة وأي حركة أكاديمية، يستخدم منظرو المؤامرة مزاعم ماثيوز للترويج لنظرية مؤامرة الماركسية الثقافية في وسائل إعلام اليمين واليمين البديل، وكذلك في منتديات الإنترنت اليمينية المتطرفة مثل ستورمفرونت.

### موأخرة (استبعاد) المعارضين السياسيين
في كتاب «اعتياد الكراهية: استراتيجيات أحد المنظمات غير الحكومية» (2009)، قالت عالمة العلوم السياسية هايدي بيريش إن نظرية الماركسية الثقافية تشيطن أعداء المحافظة مثل النسويات، والحركات الاجتماعية لمجتمع الميم، والإنسانيين العلمانيين، ومناصري التعددية الثقافية، والمربين في مجال الجنس، وعلماء البيئة، والمهاجرين، والقوميين السود. في أوروبا، اقتبس الإرهابي اليميني المتطرف النرويجي أندرس بهرنغ بريفيك مؤامرة ليند عن الحرب الثقافية في بيانه السياسي 2083: إعلان الاستقلال الأوروبي المكون من 1500 صفحة، مشيرًا إلى أن «وباء الأمراض المنقولة جنسيًا (إس تي دي) في أوروبا الغربية هو نتيجة الماركسية الثقافية»؛ وأن «الماركسية الثقافية تُعرِّف المسلمين، والنساء النسويات، والمثليين جنسيًا، وبعض الأقليات الأخرى، على أنهم صالحون، وينظرون إلى الرجال الأوروبيين المسيحيين على أنهم أشرار»؛ وأن «المحكمة الأوروبية لحقوق الإنسان (إي سي إتش أر) في ستراسبورغ هي كيان سياسي ثقافي يسيطر عليه الماركسيون». وقبل 90 دقيقة من أن يقتل بريفيك 77 شخصًا في هجمات النرويج عام 2011، أرسل بيانه إلى ألف وثلاثة أشخاص، ونسخة من كتاب الصوابية السياسية: تاريخ قصير للإيديولوجيا.
في «الجماعيون والشيوعيون ورؤساء العمل والخيانة: أحزاب الشاي كجناح يميني وشعبوي مضاد للتخريب» (2012)، رأى الصحفي تشيب بيرليت نظرية مؤامرة الحرب الثقافية على أنها إيديولوجية أساسية لحركة حزب الشاي داخل الحزب الجمهوري. كحركة يمينية عرفت نفسها بذلك، يزعم حزب الشاي أنهم يعانون نفس التخريب الثقافي الذي عانت منه الأجيال السابقة من القوميين البيض. ووفقًا لبيرليت، فإن الخطاب الشعبوي للنخب الاقتصادية الإقليمية يشجع الذعر من التخريب المضاد، والذي من خلاله تُخدع مجموعة كبيرة من أفراد الطبقة الوسطى البيضاء في تحالفات سياسية غير متكافئة للدفاع عن مكانهم في الطبقة الوسطى. وإن إخفاقات رأسمالية السوق الحرة تُستخدم كبش فداء للجماعات المحلية والشيوعيين ومنظمي الحركات العمالية والمواطنين غير البيض والمهاجرين، من خلال التلاعب بالوطنية والليبرالية الاقتصادية والقيم المسيحية التقليدية والأهلانية، لاستخدام الماركسية الثقافية في الدفاع عن السياسيين العنصريين والذين يميزون على أساس الجنس المعارضين لسياسات الحكومة الضخمة لإدارة أوباما.

في «الماركسية الثقافية واليمين الراديكالي» (2014) وفي «الماركسية الثقافية: دراسة استقصائية» (2018)، يشير العالم السياسي جيروم جامين إلى بات بوكانان على أنه «الزخم الفكري» لنظرية المؤامرة، وإلى أندرس بريفيك بصفته «الهجوم العنيف». اعتمد كلاهما على ويليام ليند، الذي حرر عملًا متعدد المؤلفين بعنوان «الصوابية السياسية: تاريخ قصير للإيديولوجيا» الذي يسميه جامين النص الأساسي «الذي استُشهد به بالإجماع على أنه (المرجع) منذ عام 2004». ويشرح جامين كذلك:
بجانب البعد العالمي لنظرية المؤامرة الماركسية الثقافية، هناك بُعدها المبتكر والأصلي، الذي يسمح لمؤلفيها بتجنب الخطابات العنصرية والتظاهر بأنهم مدافعون عن الديمقراطية. على هذا النحو، فإن الماركسية الثقافية مبتكرة مقارنة بالنظريات القديمة ذات الطبيعة المماثلة، مثل تلك التي تشمل الماسونيين، والمتنورين البافاريين، واليهود، أو حتى مصرفيي وول ستريت. بالنسبة إلى ليند وبوكانان وبريفيك، لا يأتي التهديد من المهاجر أو اليهودي لأنه مهاجر أو يهودي. بالنسبة إلى ليند، يأتي التهديد من الأيديولوجية الشيوعية، التي تعتبر خطرًا على الحرية والديمقراطية، والتي ترتبط بأنظمة سياسية استبدادية مختلفة (روسيا، الصين، كمبوديا، كوبا، إلخ). بالنسبة إلى بوكانان، يأتي التهديد من الإلحاد والنسبية والرأسمالية القاسية، التي عندما تجتمع تحول الناس والأمم إلى كتلة غير خاضعة للسيطرة من المستهلكين المنفردين. بالنسبة إلى بريفيك، الذي بنى عقيدته بنفسه، يأتي الخطر من الإسلام، وهو دين يُنظر إليه على أنه أيديولوجية شمولية تهدد الديمقراطيات الليبرالية من أوروبا الغربية بقدر ما تهدد تراثها اليهودي والمسيحي. ويتجنب ليند وبوكانان وبريفيك العنصرية العلنية.
في عام 2017، أفيد أن المستشار ريتشارد هيغينز طُرد من مجلس الأمن القومي الأمريكي لنشره مذكرة «رئيس الولايات المتحدة والحرب السياسية» التي زعمت وجود مؤامرة يسارية لتدمير رئاسة ترامب بسبب «المثقفين الأمريكيين من الماركسية الثقافية، والإسلاميين الأجانب، والمصرفيين الشعوبيين، ووسائل الإعلام، والسياسيين من الحزبين الجمهوري والديمقراطي الذين كانوا يهاجمون ترامب، لأنه يمثل تهديدًا وجوديًا للميمات الماركسية الثقافية التي تهيمن على السرد الثقافي السائد في الولايات المتحدة».